# Alibunar
Alibunar (v srbské cyrilici Алибунар) je město v jihobanátském okruhu v srbské Vojvodině. Nachází se na minoritním silničním tahu Pančevo-Temešvár a prochází přes něj jedna z hlavních železničních tratí, která spojuje srbskou metropoli Bělehrad s Rumunskem. V roce 2011 mělo město 3007 obyvatel.
Alibunar obývají Srbové a rovněž zde žije i rumunská menšina.
Město vzniklo během osmanské expanze na Balkán. Jeho název v překladu z turečtiny znamená "Aliova studna". Po skončení velké války v závěru 17. století a stáhnutí se Turků za řeky Sáva a Dunaj došlo nicméně k vystěhování tureckého obyvatelstva a vesnici v souvislosti s Stěhováním Srbů obsadili Srbové. Historicky bylo také součástí Vojenské krajiny.